# Luísa Maria Teresa Stuart
Luísa Maria Teresa Stuart (em inglês: Louisa Maria Teresa Stuart; Saint-Germain-en-Laye 28 de junho de 1692 – Saint-Germain-en-Laye, 18 de abril de 1712), conhecida pelos jacobitas como Princesa Real, era filha do monarca deposto James II de Inglaterra, um católico romano, e de sua segunda esposa Maria de Módena.
A Royal Stuart Society chamava Luísa Maria de a "Princesa sobre a Água", uma alusão ao título informal "Rei sobre a Água" dos pretendentes jacobitinos, nenhum dos quais tinha qualquer outra legítima filha.

## Biografia

### Nascimento

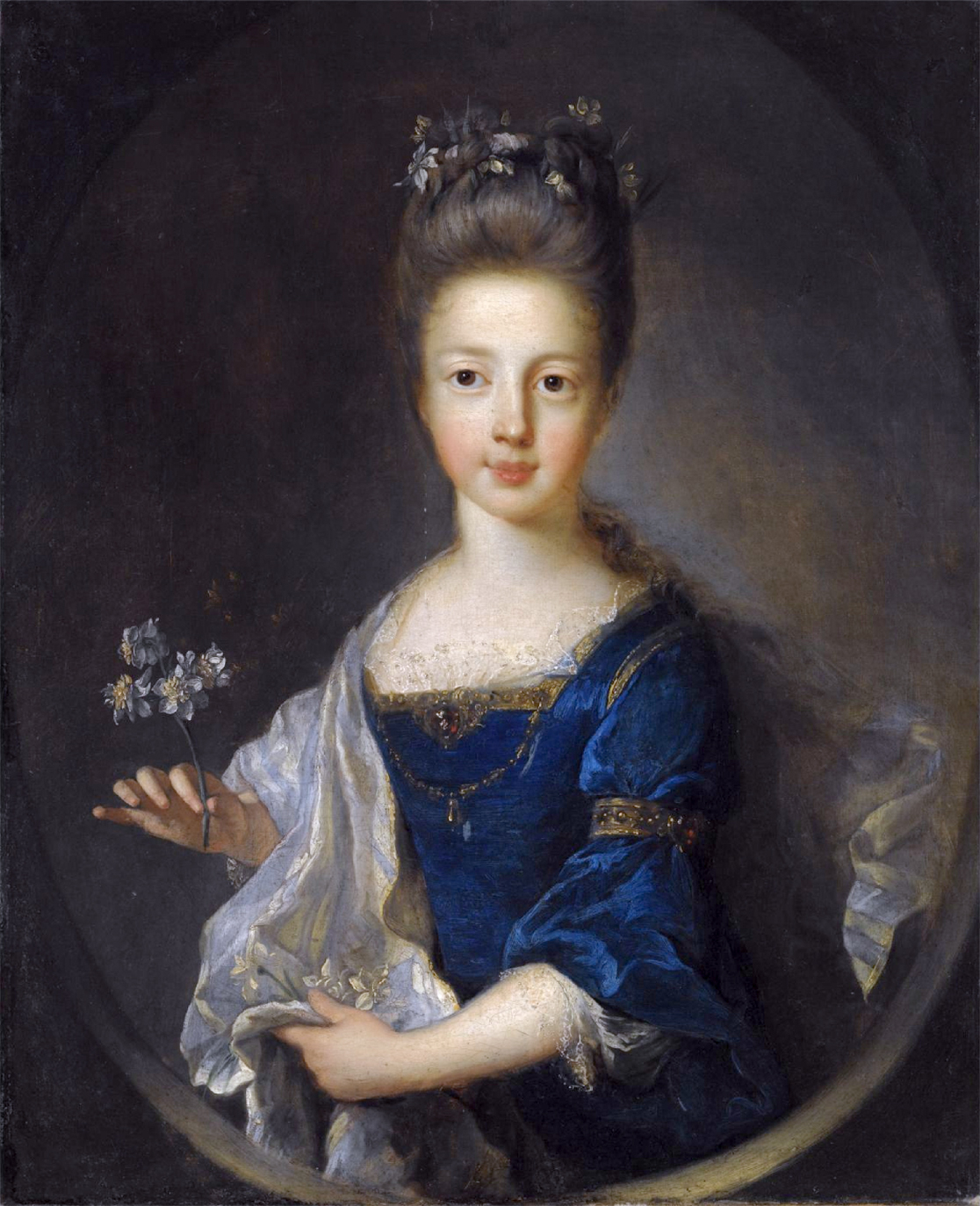
Luísa Maria Teresa Stuart
Por Jean-François de Troy, 1700.

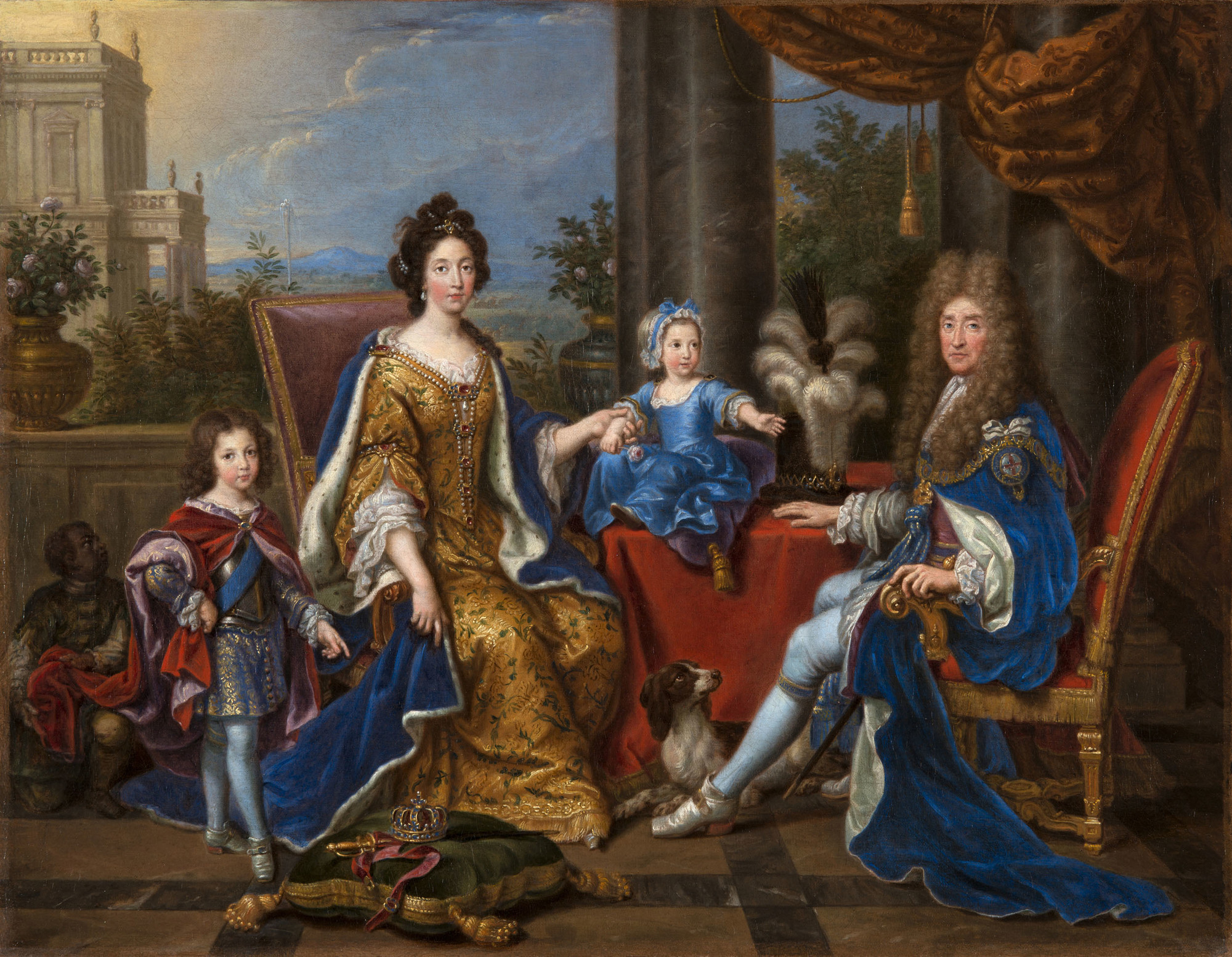
A família de Jaime II em 1694. Esquerda para direita: Jaime Eduardo, Maria, Luísa Maria e Jaime.

Nascida no exílio na França em 28 de junho de 1692, era filha do rei deposto Jaime II de Inglaterra e de sua segunda esposa Maria de Módena. Membro da Casa de Stuart, era meia-irmã das rainhas Maria II de Inglaterra e Ana da Grã-Bretanha. A princesa recém-nascida foi batizada com os nomes de "Luísa Maria"; o nome "Teresa" foi dado-lhe mais tarde em sua confirmação. Seus padrinhos foram o rei Luís XIV de França, de quem recebeu o primeiro nome, e Isabel Carlota, Duquesa de Orleães.
Antecedentemente, o nascimento do irmão de Luísa, Jaime Francisco Eduardo, foi acompanhado de um escândalo. A opinião pública alegou que um bebê natimorto havia sido trocada por outra criança afim de perpetuar a dinastia católica de Jaime. Principalmente por má administração por parte de Jaime, esses rumores tinham algum fundamento, pois, por preconceito pessoal, ele havia excluído muitos da cerimónia cujo testemunho seria considerado valioso. A maioria das testemunhas era católica ou estrangeira e vários protestantes, como a filha do primeiro casamento de Jaime, a princesa Ana, os prelados da Igreja da Inglaterra e parte da família, foram excluídos. Finalmente, um convite emitido por sete nobres Whigs para o protestante Guilherme de Orange invadir a Inglaterra sinalizou o início da Revolução Gloriosa que culminou na deposição de Jaime II.
Mais tarde, o historiador whigista Thomas Macaulay comentou sobre a falta de cautela de Jaime:

Se algumas dessas testemunhas tivessem sido convidadas para o Palácio de St. James na manhã de 10 de junho de 1688, a Casa de Stuart talvez ainda estivesse governando nossa ilha. Mas é mais fácil manter a coroa do que recuperá-la. Também pode ser verdade que a fábula caluniosa foi inventada para atrair atenção para a Revolução. Mas mesmo agora isso não levou de forma alguma a uma refutação completa daquela fábula e da Restauração que a seguiu. Nenhuma mulher jamais cruzou o mar a pedido de Jaime. Sua rainha felizmente deu à luz uma filha; mas este evento não produziu nenhum efeito na opinião pública na Inglaterra.

Após o nascimento da Luísa, Jaime declarou que a princesa havia sido enviada por Deus aos seus pais, que estavam em perigo, como consolo. Mais tarde, Luísa era frequentemente chamada de La Consolatore (A Consolação).

### Vida na França

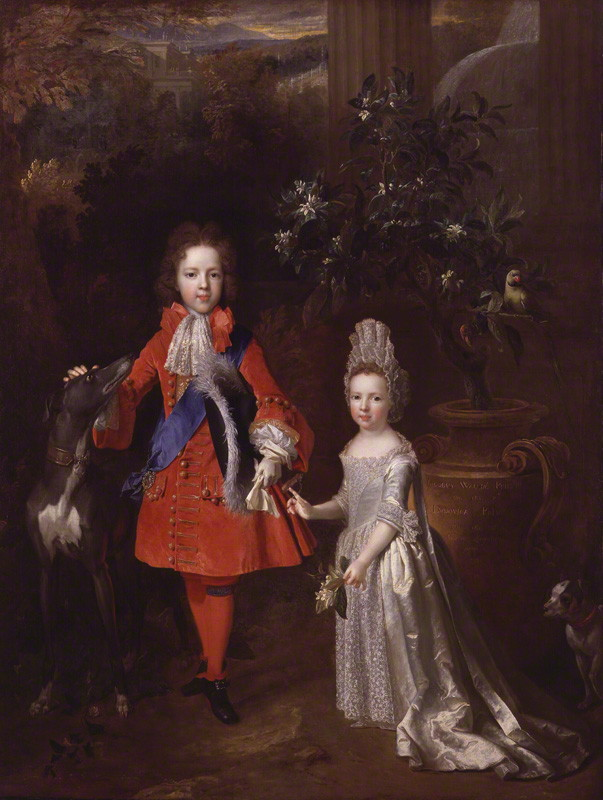
Jaime Francisco Eduardo e Luísa Maria Teresa Stuart
Por Nicolas de Largillière, 1695. Na National Portrait Gallery.

Luísa foi criada com seu irmão mais velho, Jaime, na França. O tutor da princesa era um padre católico inglês, Padre Constable, que ensinou-a latim, história e religião. A governanta da menina era a Condessa de Middleton, esposa do nobre jacobita Charles Middleton. Apesar da posição dos pais, a princesa cresceu doce e amigável, como notado pelo Conde de Perth, que vivia na França.

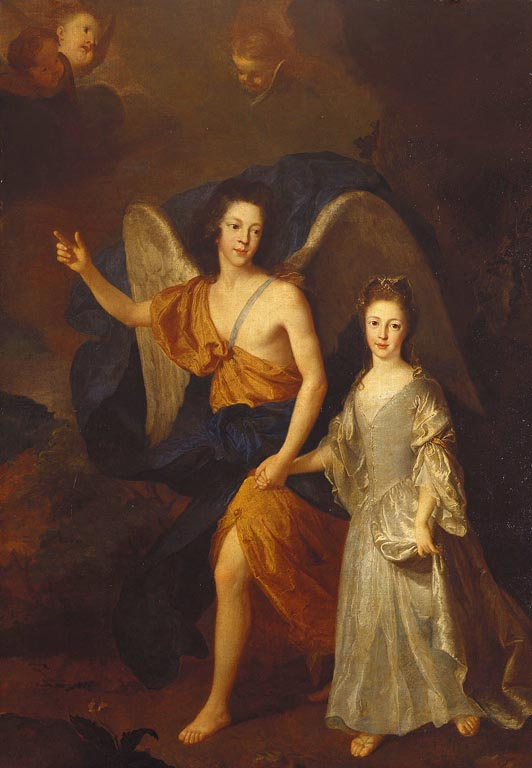
Retrato alegórico de Luísa e seu irmão
Por Alexis Simon Bell, 1699. Na Royal Collection.

Ela tinha um relacionamento muito caloroso com seu irmão mais velho, que amava muito a irmã e a protegia. A relação entre o príncipe e a princesa foi retratada alegoricamente pelo artista Alexis Simon Bell em um retrato pintado em 1699; Jaime é retratado como um anjo da guarda conduzindo Luísa sob o olhar de querubins.
No verão de 1701, o antigo rei Jaime ficou gravemente doente e, junto com sua esposa, começou a procurar ajuda médica longe da corte em Saint-Germain-en-Laye. No entanto, em junho o casal voltou para casa para comemorar o aniversário dos filhos. Dois meses depois, Jaime sofreu um derrame e morreu em 16 de setembro. Poucos dias antes de sua morte, Luísa e o irmão visitaram seu pai e ele disse à filha:

Adeus, minha querida criança. Sirva ao seu Criador nos dias da sua juventude. Considere a virtude, pois ela é o principal ornamento do seu sexo. Siga o conselho do melhor exemplo, sua mãe, que não foi menos obscurecida pela calúnia do que eu. Mas o tempo é a mãe da verdade, e espero que no final suas virtudes brilhem tão intensamente quanto o sol.

Logo após a morte de Jaime II, Luís XIV proclamou o irmão de Luísa como "Rei da Inglaterra, Escócia e Irlanda"; além disso, a Espanha, os Estados Papais e Módena também o reconheceram como o legítimo rei. Luísa e Jaime foram levados para Passy sob a proteção de Antoine Nompar de Caumont e acompanhados pela governanta da princesa, Lady Middleton.

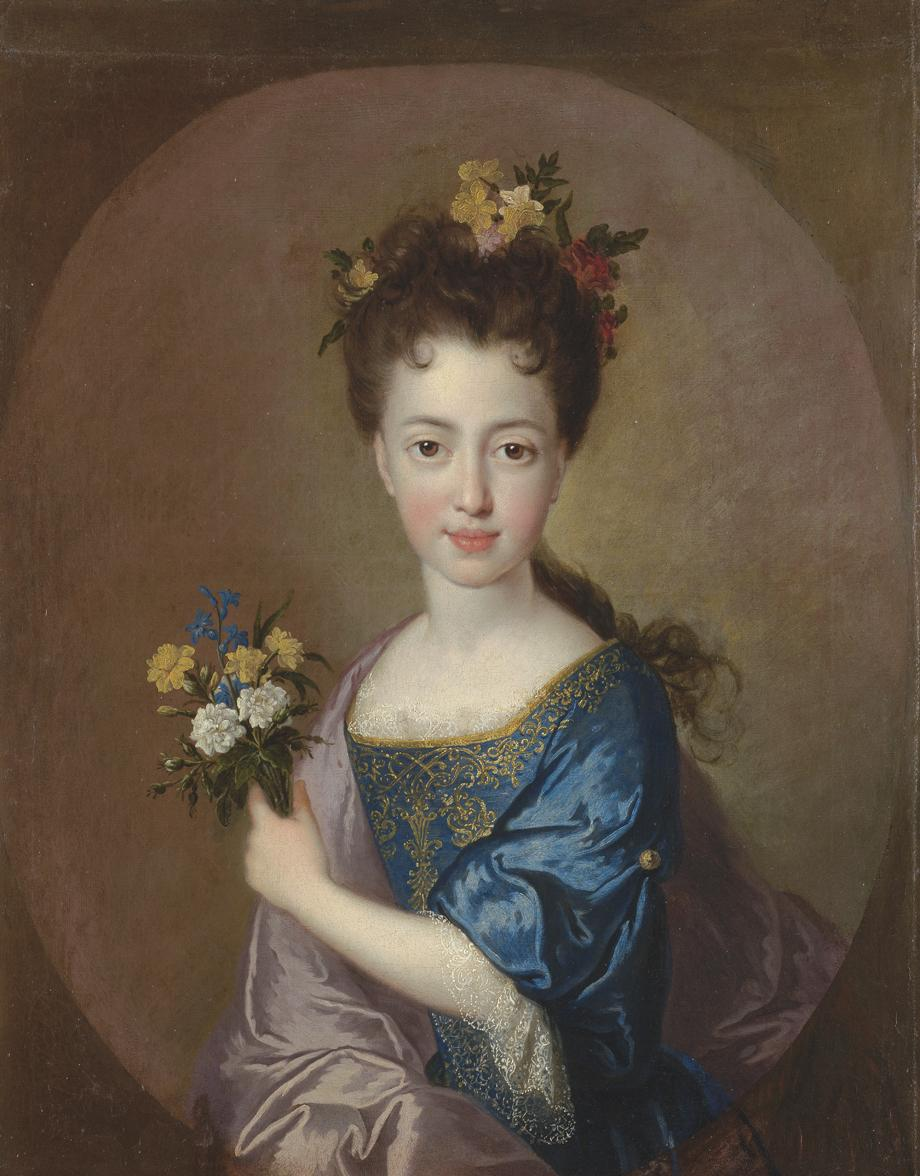
Luísa Maria Teresa Stuart
Por François de Troy, c. 1705.

Em 1705, Luísa foi a convidada de honra num baile no Castelo de Marly, sendo a quarta figura mais importante, apenas atrás do rei Luís XIV, sua própria mãe e irmão. Luísa adorava dança e ópera e era popular na corte francesa. Havia dois pretendentes à sua mão: o neto do rei Luís XIV, Carlos, Duque de Berry, e o rei Carlos XII da Suécia. Mas o casamento com a primeiro era impossível devido ao status pouco claro da princesa e o rei sueco não pertencia à Igreja Católica Romana.

### Morte
Em abril de 1712, tanto Jaime quanto Luísa adoeceram com varíola. Enquanto o príncipe se recuperou, sua irmã não conseguiu superar a doença. Ela morreu em 18 de abril e foi sepultada ao lado do pai na Igreja dos Beneditinos Ingleses em Paris. A morte da princesa entristeceu muitos membros da nobreza, mesmo aqueles que se opunham e odiavam abertamente seu pai e irmão. Entre os enlutados estava a própria rainha Ana da Grã-Bretanha. A mãe da menina, Maria de Módena, sofreu muito pois para ela a princesa não era apenas sua amada e única filha, mas também sua amiga mais próxima. Um nobre francês escreveu ao seu amigo em Utrecht sobre a morte de Luísa:

Meu Senhor, envio-lhe com isto a triste e lamentável notícia da muito lamentada morte da Princesa Real da Inglaterra, que morreu de varíola no dia 18 deste mês em Saint-Germain, e que foi o maior ornamento desta triste corte e a admiração de toda a Europa; Nunca antes uma princesa foi tão universalmente lamentada. Sua morte encheu a França de suspiros, gemidos e lágrimas. Ela era uma princesa de aparência e porte majestosos; cada movimento seu falava de grandeza, cada ação era fácil e sem qualquer afetação ou mesquinharia, e a teria proclamado uma heroína, que herdou de uma grande família os traços de muitos heróis...

Sobre a morte de Luísa o Conde de Dartmouth escreveu:

Sua Majestade me mostrou uma carta escrita à mão pelo Rei da França informando-me da morte de sua irmã. A carta afirmava que a princesa tinha uma personalidade mais nobre do que qualquer outra princesa de seu tempo. O Sr. Richard Hill de Hawkstone, quando soube da morte da princesa pelo Conde de Godolphin ... imediatamente me comunicou a notícia e disse que sua morte foi a coisa mais triste que a Inglaterra já havia vivenciado. Perguntei-lhe por que ele pensava isso. Ele respondeu que ficaria feliz se tivesse sido o irmão da princesa quem tivesse morrido. Sua Majestade a Rainha poderia ter enviado emissários para persuadir a Princesa a se casar com o Príncipe Jorge. Na verdade, a princesa não fez nenhuma exigência política durante sua vida. Se o casamento tivesse sido consumado, continuou ele, teria trazido grande alegria a todos os súditos decentes do reino e teria posto fim a todas as brigas que poderiam ter surgido dele.

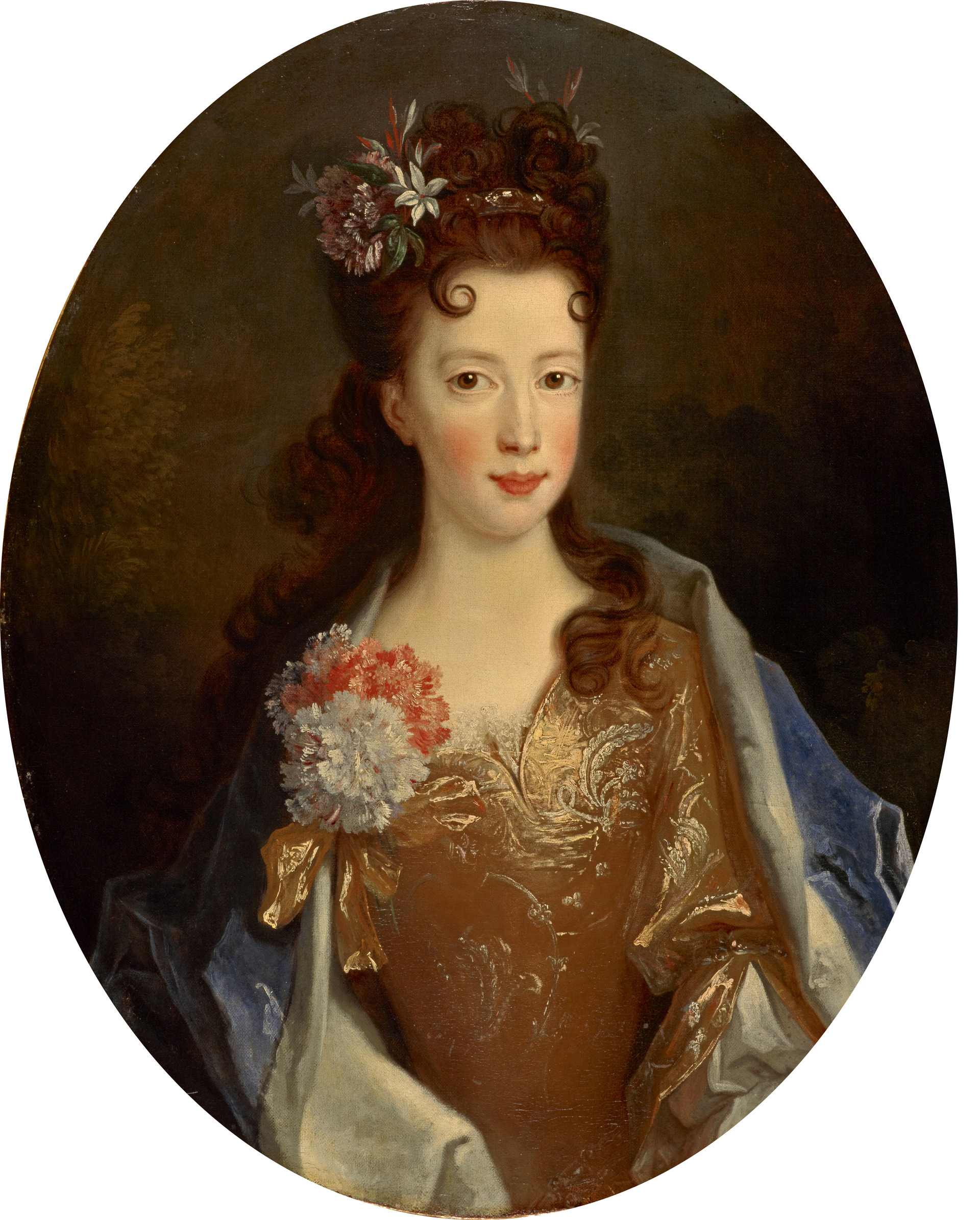
Luísa Maria Teresa Stuart

Madame de Maintenon, esposa secreta de Luís XIV de França, escreveu o seguinte sobre a rainha Maria de Módena após a morte de Luísa:

Tive a honra de passar duas horas com a Rainha da Inglaterra. A Rainha era a própria personificação do desespero. A falecida princesa não era apenas sua única filha, mas também sua única fonte de conforto.

Em História da Igreja da Escócia (1845), Thomas Stephen descreveu a morte de Luísa da seguinte forma:

Em 12 de abril daquele ano, a princesa Luísa Maria Teresa, a filha mais nova do falecido rei Jaime, morreu de varíola em Saint-Germain. Sua morte foi lamentada por muitos na Inglaterra, e até mesmo aqueles que desagradavam às exigências políticas de seu irmão a lamentaram. A princesa foi elogiada por todos que tiveram ocasião de falar dela como uma personagem muito nobre, avaliada com justiça por sua inteligência e possuidora de talentos condizentes com sua linhagem nobre.

Como muitas outras igrejas em Paris, a Igreja dos Beneditinos Ingleses foi profanada e destruída durante a Revolução Francesa. Segundo Jules Janin, em 1844 os restos mortais de Luísa e de seu pai, Jaime II, estavam em câmara ardente no Hôpital d' instruction des armées em Val-de-Grâce, no 5.º arrondissement de Paris.

## Na cultura
A princesa Luísa aparece aos doze anos no romance picaresco de Eliza Haywood, The Fortunate Foundlings (1744).
Vários retratos da princesa sobreviveram. Algumas delas retratam Luísa sozinha: obras de de Troy (c. 1705) e Alexis Simon Bell (1704), ambas na National Portrait Gallery, Londres. A galeria também abriga um retrato de Largillière, pintado em 1695, no qual a princesa é retratada com seu irmão. Foi a partir desta pintura que uma gravura em mezzatinta foi feita por John Smith em 1699. Outro retrato de Luísa com seu irmão, representado como um anjo da gaurda, está na Royal Collection e também é atribuído a Bell.